# 5839 GOI
5839 GOI è un asteroide della fascia principale. Scoperto nel 1974, presenta un'orbita caratterizzata da un semiasse maggiore pari a 2,7588696 UA e da un'eccentricità di 0,0863448, inclinata di 16,98436° rispetto all'eclittica.